# Coeficiente binomial

Visualización de la expansión binomial hasta la 4ª potencia

En matemáticas, los coeficientes binomiales, números combinatorios o combinaciones son números estudiados en combinatoria que corresponden al número de combinaciones: formas en que se pueden extraer subconjuntos a partir de un conjunto dado. Sin embargo, dependiendo del enfoque que tenga la exposición, se pueden usar otras definiciones equivalentes.

## Definición combinatoria

. Hay por tanto 10 formas de escoger (en rojo) tres objetos a partir de un conjunto con cinco elementos.

Se tiene un conjunto con seis objetos diferentes {A, B, C, D, E, F}, de los cuales se desea escoger dos (sin importar el orden de elección). Existen 15 formas de efectuar tal elección:
| A, B | A, C | A, D | A, E | A, F |
|      | B, C | B, D | B, E | B, F |
|      |      | C, D | C, E | C, F |
|      |      |      | D, E | D, F |
|      |      |      |      | E, F |

El número de formas de escoger k elementos a partir de un conjunto de n (es decir, de k-combinaciones de un conjunto de n elementos), puede denotarse de varias formas: {\displaystyle C_{(n,k)}}, {\displaystyle n\,C\,k\,}, {\displaystyle C_{k}^{n}\,}, {\displaystyle C_{n}^{k}\,}, o {\displaystyle {n \choose k}}.
Así, en el ejemplo anterior se tiene entonces que C(6,2)=15, puesto que hay 15 formas de escoger 2 objetos a partir de un conjunto con seis elementos.
Los números C(n,k) se conocen como «coeficientes binomiales», pero es frecuente referirse a ellos como «combinaciones de n en k», o simplemente «n en k». Por tanto, la primera definición es:
| El coeficiente binomial {\displaystyle {n \choose k}} es el número de subconjuntos de k elementos escogidos de un conjunto con n elementos. |

Es importante notar que la definición asume implícitamente que n y k son naturales, y que además k no excede a n. Podemos definir C(n,k)=0 si k>n, puesto que no es posible escoger más elementos que los que tiene el conjunto dado (por tanto hay cero formas de hacer la elección). Estas precisiones cobrarán relevancia más adelante cuando se discutan generalizaciones del concepto (por ejemplo, cuando n o k sean negativos o cuando no sean números enteros).

## Definición algebraica

Hay 5×4×3 formas de escoger ordenadamente tres objetos de un conjunto con cinco.

La definición combinatoria no permite calcular el valor de los coeficientes binomiales, salvo listando los subconjuntos y contándolos. Sin embargo, existe una fórmula explícita que nos proporciona el valor de C(n,k). 
Supongamos que el conjunto original tiene cinco elementos, de los cuales se deben escoger tres. Al momento de escoger el primero, se tiene cinco opciones disponibles, pero una vez fijo el primero, solo hay cuatro opciones para el segundo, y por tanto solo tres opciones para el último (pues no se puede repetir los escogidos en los primeros dos pasos). De este modo, la selección puede hacerse de 5×4×3=60 formas.
Sin embargo, en tal conteo, el orden en que se escogen los elementos hace diferencia. Por ejemplo, tomar C, luego B, luego E, es una selección diferente de tomar B, luego C y luego E. Pero en la definición de coeficiente binomial, no importa el orden en que se eligen los objetos, únicamente cuáles se escogen. Por tanto, las elecciones BCE, BEC, CEB, CBE, ECB y EBC son todas equivalentes. Del mismo modo, las elecciones ABC, ACB, BCA, BAC, CAB y CBA son equivalentes, y así para cualquier terna de letras.
De esta forma, el resultado obtenido (60) no es la cantidad de subconjuntos de 3 elementos de {A, B, C, D, E}, sino que cada subconjunto está contado seis veces, por lo que la cantidad de subconjuntos es realmente 60/6 = 10.
El argumento presentado para el ejemplo puede generalizarse de la siguiente forma. Si se tiene un conjunto con n elementos, de los cuales se van a escoger k, la elección (ordenada) puede hacerse de 
{\displaystyle n\times (n-1)\times (n-2)\times \dots \times (n-k+1)}
maneras, ya que en el primer paso se tienen n opciones, en el segundo se tienen n-1, en el tercero n-2, y así sucesivamente, terminando en el paso k que tendrá n-k+1 opciones.
Ahora, hay que dividir el producto anterior entre el número de selecciones «equivalentes». Pero si se tiene k objetos, hay k! formas de permutarlos, es decir, k! formas de listarlos en distinto orden. Recordemos que k! se lee k-factorial y es igual a
{\displaystyle k!=1\times 2\times 3\times \dots \times k}.
Concluimos que el número de subconjuntos con k elementos, escogidos de un conjunto con n elementos es
{\displaystyle {n \choose k}={\frac {n(n-1)(n-2)\cdots (n-k+1)}{1\cdot 2\cdot 3\cdots (k-1)\cdot k}}}.
Multiplicando el numerador y el denominador de la fracción por 1×2×3×···×(n-k)
{\displaystyle {n \choose k}={\frac {1\cdot 2\cdot 3\cdots (n-k)\cdot (n-k+1)\cdots (n-2)\cdot (n-1)\cdot n}{(1\cdot 2\cdot 3\cdots k){\Big (}1\cdot 2\cdot 3\cdots (n-k){\Big )}}}}.
La expresión anterior puede escribirse de forma más compacta usando factoriales, expresión que es usada en ocasiones como la definición misma de coeficiente binomial (sobre todo en textos elementales que no explican el origen combinatorio de la misma):
| El coeficiente binomial {\displaystyle {n \choose k}} está dado por la fórmula {\displaystyle {n \choose k}={\frac {n!}{k!(n-k)!}}} |

## Definición recursiva
Hay una fórmula recursiva para los coeficientes binomiales (véase El teorema de Pascal):
{\displaystyle {\binom {n}{k}}={\binom {n-1}{k-1}}+{\binom {n-1}{k}}}
donde {\displaystyle n,k\in \mathbb {Z} } con {\displaystyle n\geq 0} y {\displaystyle k>0} siendo
{\displaystyle {\binom {n}{0}}=1\quad {\mbox{para todos los números enteros }}n\geq 0,}
{\displaystyle {\binom {0}{k}}=0\quad {\mbox{para todos los números enteros }}k>0.}
Demostración:
{\displaystyle {\begin{aligned}{\binom {n-1}{k-1}}+{\binom {n-1}{k}}&={\frac {(n-1)!}{(k-1)!\cdot (n-k)!}}+{\frac {(n-1)!}{k!\cdot (n-k-1)!}}\\[.5em]&={\frac {(n-1)!\cdot k}{k\cdot (k-1)!\cdot (n-k)!}}+{\frac {(n-1)!\cdot (n-k)}{k!\cdot (n-k)\cdot (n-k-1)!}}\\[.5em]&={\frac {(n-1)!\cdot (k+n-k)}{k!\cdot (n-k)!}}\\[.5em]&={\frac {n!}{k!\cdot (n-k)!}}={\binom {n}{k}}.\end{aligned}}}

## Definición por inducción matemática
Algunos matemáticos esta definición la conocen como definición recursiva.
Si se tiene un conjunto de n elementos, donde n ≥ 0, hay un único subconjunto sin elementos (o de cero elementos), que es el conjunto vacío, por lo que el número de estos subconjuntos de cero elementos que hay es 1, cualquiera que sea n.
1) {\displaystyle C(n,0)=1}
Por otro lado, si tenemos una lista de los subconjuntos de k elementos y a cada uno de ellos añadimos, por turno, cada uno de los n-k elementos del conjunto inicial que no estaban en dicho subconjunto, la lista de subconjuntos resultante contendrá todos los subconjuntos de k+1 elementos y además cada uno de ellos aparecerá repetido k+1 veces en dicha lista.
2) {\displaystyle C(n,k)={\frac {(n-k+1)}{k}}\cdot C(n,k-1)}

## El teorema de binomio y coeficientes binomiales
Finalmente, existe una tercera forma de definir los coeficientes binomiales, la cual da origen a su nombre. Sin embargo, esta definición obscurece el significado combinatorio de los números, pues la equivalencia con las definiciones anteriores no es evidente.
| El coeficiente binomial {\displaystyle {n \choose k}} es el coeficiente del término {\displaystyle x^{n-k}y^{k}\,} obtenido al desarrollar {\displaystyle (x+y)^{n}\,} |

Por ejemplo, si desarrollamos {\displaystyle (x+y)^{5}} obtenemos:
{\displaystyle (x+y)^{5}=x^{5}+5x^{4}y+10x^{3}y^{2}+10x^{2}y^{3}+5xy^{4}+y^{5}},
por tanto, al ser 10 el coeficiente de x³y², concluimos que C(5,3)=10.

Desarrollo de (x+y)³

La afirmación de que esta definición es equivalente a las anteriores se conoce como teorema binomial o teorema de Newton, quien dio una prueba de una versión general del resultado. Sin embargo, la forma de calcular los coeficientes era conocida por diversas culturas con muchos siglos de anticipación.
Para ilustrar la equivalencia entre esta definición y la anterior, consideremos un ejemplo con n=3, k=2. Podemos pensar que los factores de {\displaystyle (x+y)^{3}=(x+y)(x+y)(x+y)} están coloreados de azul, rojo y verde respectivamente.
Por un lado, se sabe que {\displaystyle (x+y)^{3}=x^{3}+3x^{2}y+3xy^{2}+y^{3}}, por lo que el coeficiente de {\displaystyle x^{2}y} es 3. Por otro lado, al desarrollar los factores, aparecerá un término {\displaystyle x^{2}y} cada vez que se elija dos colores para x (dejando el color restante para y). El número de formas de escoger dos colores entre tres posibles opciones es precisamente {\displaystyle C_{(3,2)}}, como se estableció con anterioridad. La conclusión es que el coeficiente de {\displaystyle x^{2}y} es necesariamente {\displaystyle C_{(3,2)}}.
Para el caso general, se puede imaginar que los n factores de (x+y)n han sido coloreados con diferentes colores, por lo que el coeficiente de xkyn-k será igual al número de formas de escoger k colores para asignarlos a la variable x (dejando los n-k colores restantes para y). El número de formas para escoger k colores entre n posibles opciones es C(n,k), con lo que se termina la prueba.
En contextos más técnicos, suele usarse una forma diferente de expresar el teorema de Newton mediante el uso de sumatorios:
| El desarrollo de {\displaystyle (x+y)^{n}\,} es {\displaystyle (x+y)^{n}=\sum _{k=0}^{n}{n \choose k}x^{n-k}y^{k}}. |

Esta fórmula se generaliza para más de dos sumandos de la siguiente manera:
{\displaystyle (x_{1}+\cdots +x_{r})^{n}=\sum _{n_{1}+\cdots +n_{r}=n}^{n}{n \choose n_{1}\cdots n_{r}}x_{1}^{n_{1}}\cdots x_{r}^{n_{r}}},
donde {\displaystyle {n \choose n_{1}\cdots n_{r}}} es un coeficiente multinomial que se define: {\displaystyle {n \choose n_{1}\cdots n_{r}}\equiv {n! \over n_{1}!\cdots n_{r}!}}. Los coeficientes multinomiales también tienen definición combinatoria. Puesto que {\displaystyle n} no es más que la suma de {\displaystyle n_{1}}, {\displaystyle n_{2}},... y {\displaystyle n_{r}}, también se emplean notaciones en las que {\displaystyle n}, no aparece, como {\displaystyle (n_{1}\cdots n_{r})}. Otras notaciones son {\displaystyle (n;n_{1}\cdots n_{r})} o {\displaystyle (n_{1}\cdots n_{r})!}.

## El triángulo de Pascal

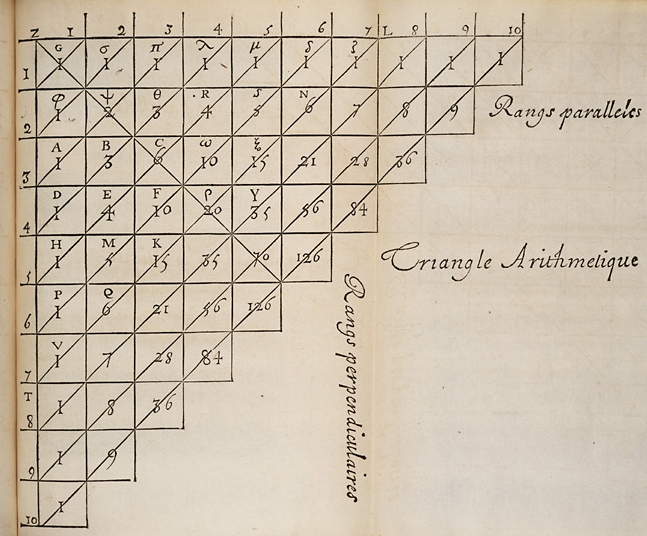
Página 4 del Traité du triangle arithmétique, escrito por Blaise Pascal en 1654

En 1654, Blaise Pascal entabló correspondencia con Pierre de Fermat sobre ciertos problemas de probabilidad, correspondencia que daría origen a su Traité du triangle arithmétique, considerado uno de los trabajos pioneros en el estudio moderno de la probabilidad. En ese trabajo, entre otras cosas, estudia lo que hoy se conoce como triángulo de Pascal que es un arreglo de números definido a continuación.
Se tiene una cuadrícula rectangular en la cual se escribe el número 1 en las casillas del borde superior y el borde izquierdo:
| 1 | 1 | 1 | 1 | … |
| 1 |   |   |   |   |
| 1 |   |   |   |   |
| 1 |   |   |   |   |
| … |   |   |   |   |

Forma común de ilustrar el triángulo de Pascal

Los números de las demás casillas se obtienen con la siguiente regla: en cada casilla se escribe la suma de los valores de dos casillas contiguas una situada a su izquierda y la otra en la parte superior:
| 1 | 1 | 1  | 1  | 1  | 1  | 1  | … |
| 1 | 2 | 3  | 4  | 5  | 6  | 7  | … |
| 1 | 3 | 6  | 10 | 15 | 21 | 28 | … |
| 1 | 4 | 10 | 20 | 35 | 56 | 84 | … |
| … | … | …  | …  | …  | …  | …  |   |

La matriz es simétrica, por ello es común presentar el arreglo en forma triangular, con los bordes inclinados, tal como se ilustra en la figura. De esta forma, cada número es igual a la suma de los dos que se encuentran arriba del mismo.

Las entradas del triángulo de Pascal consisten de coeficientes binomiales.

Pascal notó que para cualquier entero n, se cumple que
{\displaystyle {n \choose 0}=1={n \choose n}}
ya que solo hay una forma de escoger cero o todos los elementos de un conjunto dado. De esta forma, se pueden reescribir los bordes como:
| C(0,0) | C(1,1) | C(2,2) | C(3,3) | … |
| C(1,0) |        |        |        |   |
| C(2,0) |        |        |        |   |
| C(3,0) |        |        |        |   |
| …      |        |        |        |   |

Finalmente, Pascal notó que las demás casillas del arreglo también son coeficientes binomiales:
| C(0,0) | C(1,1) | C(2,2) | C(3,3) | … |
| C(1,0) | C(2,1) | C(3,2) | C(4,3) | … |
| C(2,0) | C(3,1) | C(4,2) | C(5,3) | … |
| C(3,0) | C(4,1) | C(5,2) | C(6,3) | … |
| …      | …      | …      | …      | … |

Cuando se listan las entradas de forma triangular como en la figura, es posible enunciar este resultado como
| La posición k (contando desde cero) en la fila n del triángulo de Pascal es igual al coeficiente binomial {\displaystyle {n \choose k}}. |

La afirmación de que las entradas del triángulo de Pascal son precisamente los coeficientes binomiales, se basa en la siguiente identidad, conocida ahora como identidad de Pascal o teorema de Pascal.
| Para cualquier par de números naturales n, k se cumple {\displaystyle {n \choose k}={n-1 \choose k-1}+{n-1 \choose k}} Blaise Pascal, (1654) |

### Prueba del teorema de Pascal

El teorema de Pascal se prueba dividiendo la selección en dos casos.

Si bien puede probarse el teorema de Pascal por medio de manipulaciones algebraicas de la fórmula con factoriales, una prueba puramente combinatoria es mucho más sencilla, proporcionando un ejemplo elegante del enfoque y técnicas de la combinatoria.
Como ejemplo, se verificará el Teorema de Pascal cuando n=5, k=3. El lado izquierdo de la identidad cuenta el número de formas de escoger tres elementos a partir de un conjunto de cinco elementos. Supongamos ahora que el primer objeto se colorea de rojo y los demás azules. Al escoger los tres objetos, hay dos casos:
- Entre los objetos escogidos se incluye el objeto rojo.
- Todos los objetos escogidos son azules.

Ambos casos cubren la totalidad de subconjuntos con tres elementos, por tanto su suma debe ser igual a {\displaystyle {5 \choose 3}}.
Para contar el primer caso, dado que el objeto rojo tiene que estar incluido, solo es necesario escoger dos objetos entre los cuatro azules restantes, lo cual puede efectuarse de {\displaystyle {4 \choose 2}} formas.
En el segundo caso, puesto que el objeto rojo no ha sido seleccionado, se debe escoger tres elementos entre los cuatro azules. El número de formas de hacer esta elección es {\displaystyle {4 \choose 3}}.
Concluimos entonces que el número total de subconjuntos con 3 elementos, {\displaystyle {5 \choose 3}}, es igual al número de subconjuntos del primer caso, {\displaystyle {4 \choose 2}} sumado al número de subconjuntos incluidos en el segundo caso, {\displaystyle {4 \choose 3}}, es decir:
{\displaystyle {5 \choose 3}={4 \choose 2}+{4 \choose 3}}.
El caso general se obtiene de forma similar, marcando un elemento particular, para luego dividir el conteo en dos casos, dependiendo si el elemento marcado está incluido o no. Cuando se incluye el elemento marcado falta escoger k-1 objetos de los n-1 no marcados, mientras que cuando no se incluye, hay que escoger k objetos de los n-1 marcados, concluyendo que
{\displaystyle {n \choose k}={n-1 \choose k-1}+{n-1 \choose k}}.

## Identidades que involucran coeficientes binomiales

Simetría en el triángulo de Pascal

Existe una cantidad muy grande de identidades que involucran coeficientes binomiales. El teorema de Pascal es un primer ejemplo de identidad relativa a coeficientes binomiales, a continuación se analizarán algunas pocas de las más conocidas. Son de particular interés puesto que sus pruebas proporcionan nuevamente ejemplos de razonamiento combinatorio, el cual no es usualmente presentado al tratar el tema pues por lo general, en los pocos casos en que se dan razones sobre su origen, se limitan a simples manipulaciones de la definición algebraica.

### Identidad de simetría

Hay la misma cantidad de formas de escoger tres objetos y pintarlos de rojo, que formas de escoger dos objetos y pintarlos de azul.

La primera identidad a considerar es una igualdad de simetría o la propiedad de Stiffel que establece
| Para todo n, k se cumple: {\displaystyle \quad {n \choose k}={n \choose n-k}}. |

Por ejemplo, {\displaystyle {\tbinom {12}{5}}=792={\tbinom {12}{7}}}. Es una propiedad de simetría porque equivale a la afirmación de que el triángulo de Pascal es simétrico respecto a su eje vertical. Es común remitirse a la fórmula de factoriales para verificar su veracidad.
La interpretación combinatoria de la identidad de simetría es la afirmación de que al escoger un subconjunto automáticamente se determina su complemento, por lo que hay la misma cantidad de subconjuntos con k elementos que subconjuntos con n-k elementos.
Por ejemplo, si se tiene un conjunto con cinco elementos, de los cuales se desea pintar tres de rojo, es posible hacer la selección de C(5,3)=10 formas. Pero cada selección automáticamente determina dos objetos que no fueron escogidos. Así, hay una correspondencia entre selecciones de tres objetos y selecciones de dos. La conclusión es que debe haber el mismo número de formas de hacer una u otra selección, es decir:
{\displaystyle {5 \choose 3}={5 \choose 2}}.

### Número total de subconjuntos posibles

Correspondencia entre subconjuntos y sucesiones «sí/no»

Otra identidad muy famosa se refiere a la cantidad de subconjuntos que puede tener un conjunto dado. Esta identidad establece 
| {\displaystyle {n \choose 0}+{n \choose 1}+{n \choose 2}+\cdots +{n \choose n}=2^{n}}. |

Por ejemplo, si n=5:
{\displaystyle {5 \choose 0}+{5 \choose 1}+{5 \choose 2}+{5 \choose 3}+{5 \choose 4}+{5 \choose 5}=1+5+10+10+5+1=32=2^{5}.}
Frecuentemente, la demostración de la identidad se reduce a «sustituir x=1, y=1 en el teorema de Newton», aunque tal prueba impide entender la idea central detrás del resultado.
Partamos de un conjunto de 5 elementos. La suma {\displaystyle {5 \choose 0}+{5 \choose 1}+{5 \choose 2}+{5 \choose 3}+{5 \choose 4}+{5 \choose 5}} cuenta el número total de subconjuntos posibles, ya que
- {\displaystyle {5 \choose 0}} es el número de subconjuntos vacíos (solo hay uno).
- {\displaystyle {5 \choose 1}} es el número de subconjuntos con un elemento.
- {\displaystyle {5 \choose 2}} es el número de subconjuntos con dos elementos.
- {\displaystyle {5 \choose 3}} es el número de subconjuntos con tres elementos.
- {\displaystyle {5 \choose 4}} es el número de subconjuntos con cuatro elementos.
- {\displaystyle {5 \choose 5}} es el número de subconjuntos con cinco elementos (solo hay uno, el conjunto total).

La veracidad de la identidad quedará establecida si al contar el número total de subconjuntos de una forma distinta, se obtiene que tal cantidad es 25.
Supongamos que el conjunto original es {A, B, C, D, E}. Cada subconjunto está en correspondencia con una serie de cinco opciones sí/no:
El subconjunto {A, C, D} corresponde a la serie «sí, no, sí, sí, no», ya que en el subconjunto sí están incluidos el primer, tercer y cuarto elementos del conjunto original, mientras que no están incluidos el segundo y el quinto elemento.
Del mismo modo, dada una sucesión de cinco opciones sí/no, es posible recuperar el conjunto que le da origen:
A la serie «sí, sí, no, no, sí» le corresponde el subconjunto {A, B, E}.
Por tanto, al corresponder cada subconjunto con una serie de sí/no, se tiene que el número de subconjuntos es igual al número de series posibles. Sin embargo, el número de formas de hacer cinco elecciones, cada una con dos opciones, es 2×2×2×2×2 = 25.
La prueba del caso general con conjuntos de cualquier tamaño es directa. Cada subconjunto corresponde a una sucesión de n opciones «sí/no», habiendo 2×2×···×2=2n diferentes sucesiones.

## Multiconjuntos y combinaciones con repetición
Así como los coeficientes binomiales enumeran formas de tomar subconjuntos a partir de un conjunto dado, es posible plantear el problema de determinar el número de formas de escoger un multisubconjunto de un conjunto.
Recordemos que en un multiconjunto es permitido repetir elementos aunque, al igual que en los conjuntos, el orden en que se mencionan es irrelevante.
Por ejemplo, {a, e, e, i, o, o, o, u} es el mismo multiconjunto que {e, i, o, u, a, e, o, o}.
Para ilustrar el problema, consideremos el conjunto X={a, b, c, d}. Listemos todos los posibles multiconjuntos de tres elementos obtenidos del conjunto X. Para brevedad, indicaremos las letras como si fuesen una palabra:
| aaa | aab | aac | aad | abb | abc | abd | acc | acd | add |
| bbb | bbc | bbd | bcc | bcd | bdd | ccc | ccd | cdd | ddd |

Se recalca que el orden no importa, por esto es que no se lista por ejemplo, aca ya que el multiconjunto {a, c, a} es el mismo que el multiconjunto {a, a, c}. Estas selecciones donde se permite repetición pero no se toma en cuenta el orden se denominan combinaciones con repetición.
| El número de formas en que se puede extraer un multiconjunto con k elementos de un conjunto con n elementos se denota {\displaystyle \left(\!\!{n \choose k}\!\!\right)} y corresponde al número de k-combinaciones con repetición tomadas de un conjunto con n elementos. |

Así, del listado inicial podemos deducir que {\displaystyle \scriptstyle \left(\!\!{4 \choose 3}\!\!\right)=20}. Antes de establecer una fórmula para el cálculo directo de combinaciones con repetición, plantearemos un ejemplo clásico de problema relacionado con multiconjuntos.
| ¿De cuántas maneras se puede repartir 10 caramelos a cuatro niños? |
| Vamos a imaginar que los nombres son Alonso, Beto, Carlos y Daniel (que representaremos como A, B, C, D). Una posible forma de repartir los caramelos sería: dar dos caramelos a Alonso, tres a Beto, dos a Carlos y tres a Daniel. Dado que no importa el orden en que se reparten, podemos representar esta selección como - AABBBCCDDD Otra forma posible de repartir los caramelos podría ser: dar un caramelo a Alonso, ninguno a Beto y Carlos, los nueve restantes se los damos a Daniel. Esta repartición la representamos como - ADDDDDDDDD De manera inversa, cualquier serie de 10 letras A, B, C, D corresponde a una forma de repartir los caramelos. Por ejemplo, la serie AABBBBBDDD corresponde a: - Dar dos caramelos a Alonso, cinco caramelos a Beto, ninguno a Carlos y tres a Daniel. De esta forma, por el principio de la biyección, el número de formas en que se puede repartir los caramelos es igual al número de series de 10 letras (sin tomar en cuenta el orden) A, B, C, D. Pero cada una de ellas corresponde a un multiconjunto con 10 elementos, por lo que concluimos que el número total de formas de repartir los caramelos es {\displaystyle \scriptstyle \left(\!\!{4 \choose 10}\!\!\right)}. |

La solución del ejemplo anterior es conceptualmente correcta (da el resultado mediante una interpretación combinatoria) pero no es práctica ya que no proporciona realmente el número de formas en que se puede hacer la repartición. Para obtener la fórmula procedemos a usar la siguiente estratagema.

Queremos dividir 10 objetos (los caramelos) en cuatro grupos. Para ello colocamos 10 objetos en línea e insertamos tres separadores para dividirlos en cuatro secciones. Por ejemplo, si representamos los caramelos con asteriscos y los separadores con barras, los ejemplos mencionados serían:
- AABBBCCDDD  →  **/***/**/***
- ADDDDDDDDD →  *///*********
- AABBBBBDDD  →  **/*****//***

Y cualquier disposición de 10 asteriscos separados por tres barras (permitiendo grupos vacíos) corresponde a una forma de repartir y a su vez, a un multiconjunto:
- ****/***/**/*  →  AAAABBBCCD (cuatro caramelos para Alonso, tres para Beto, dos para Carlos y uno para Daniel)
- *****/*****//  →  AAAAABBBBB (cinco caramelos para Alonso y cinco para Beto)

De esta forma, el número de formas de repartir corresponde al número de disposiciones de 13 símbolos, de los cuales: 10 son asteriscos y tres barras. Pero esto es precisamente el número de formas de elegir tres objetos de un conjunto con 13 (de las 13 disposiciones se están escogiendo cuales 3 serán barras) y por tanto el resultado (el número de ordenamientos) es {\displaystyle {\binom {13}{3}}=286} formas.

Este argumento se puede aplicar en general: repartir k objetos entre n personas, corresponde a formar multiconjuntos de tamaño k (los karamelos) escogidos de un conjunto con n (los niños), y a su vez esto puede enumerarse con una serie de k asteriscos y n-1 barras, que puede realizarse de {\displaystyle {\binom {k+(n-1)}{n-1}}={\binom {n+k-1}{k}}} formas. Queda establecido así el siguiente teorema.
| El número {\displaystyle \scriptstyle \left(\!\!{n \choose k}\!\!\right)} de multiconjuntos con k elementos escogidos de un conjunto con n elementos satisface: - Es igual al número de combinaciones con repetición de k elementos escogidos de un conjunto con n elementos. - Es igual al número de formas de repartir k objetos en n grupos. Y además {\displaystyle \left(\!\!{n \choose k}\!\!\right)={\binom {k+n-1}{k}}}. |